# Manuel Feliu de Lemus
Manuel Feliu de Lemus né le 19 février 1865 à Barcelone et mort le 26 juillet 1922 à Paris est un peintre et illustrateur espagnol. 
Artiste d'origine catalane, il est rattaché au courant moderniste catalan.

## Biographie
Manuel Feliu de Lemus étudie à l'École de la Llotja. Quittant Barcelone, il poursuit ses études à Madrid où il découvre l'œuvre de Velázquez au musée du Prado.
Il expose à partir de la fin des années 1880. Il est présent à la Sala Parés, pour l'exposition Círculo Acuarelista en 1885, puis lors de l'Exposition universelle de Barcelone en 1888. Il développe un style proche du réalisme à travers des scènes de genre. Le critique Raimon Casellas (en) fut l'un de ses principaux défenseurs. Il rejoint la Societat Artística i Literària de Barcelone fondée par Modest Urgell et se lie à Ramon Casas.
Feliu part ensuite pour Paris, restant en lien avec sa ville natale et poursuit ses études à l'École des beaux-arts.
En 1892, Feliu devient membre associé de la Société nationale des beaux-arts et expose à leur Salon. Il y expose régulièrement jusqu'en 1913 ; son adresse parisienne le trouve à cette époque au 16, rue Olivier-de-Serres.
En 1894, il devient membre de Académie royale catalane des beaux-arts de Saint-Georges. 
Il fait partie des peintres  du pavillon espagnol durant l'Exposition universelle de 1900 à Paris. Il collabore à un certain nombre de périodiques espagnols, dont Eco de la moda, Hojas Selectas, Forma, La Ilustración Artística, Pèl i Ploma (ca), et français comme Nos loisirs, Les Modes, livrant des illustrations. Il produit aussi des affiches et des couvertures de livres, entre autres pour les éditions Albin Michel. Son style embrasse alors l'Art nouveau.
En 1905 et 1907, il est membre de la Société des peintres du Paris moderne.
Il meurt à Paris le 26 juillet 1922.

## Collections publiques
- Barcelone, musée national d'Art de Catalogne[6].

Portrait de Joan Baptista Parés 
- Paris, musée d'Orsay.

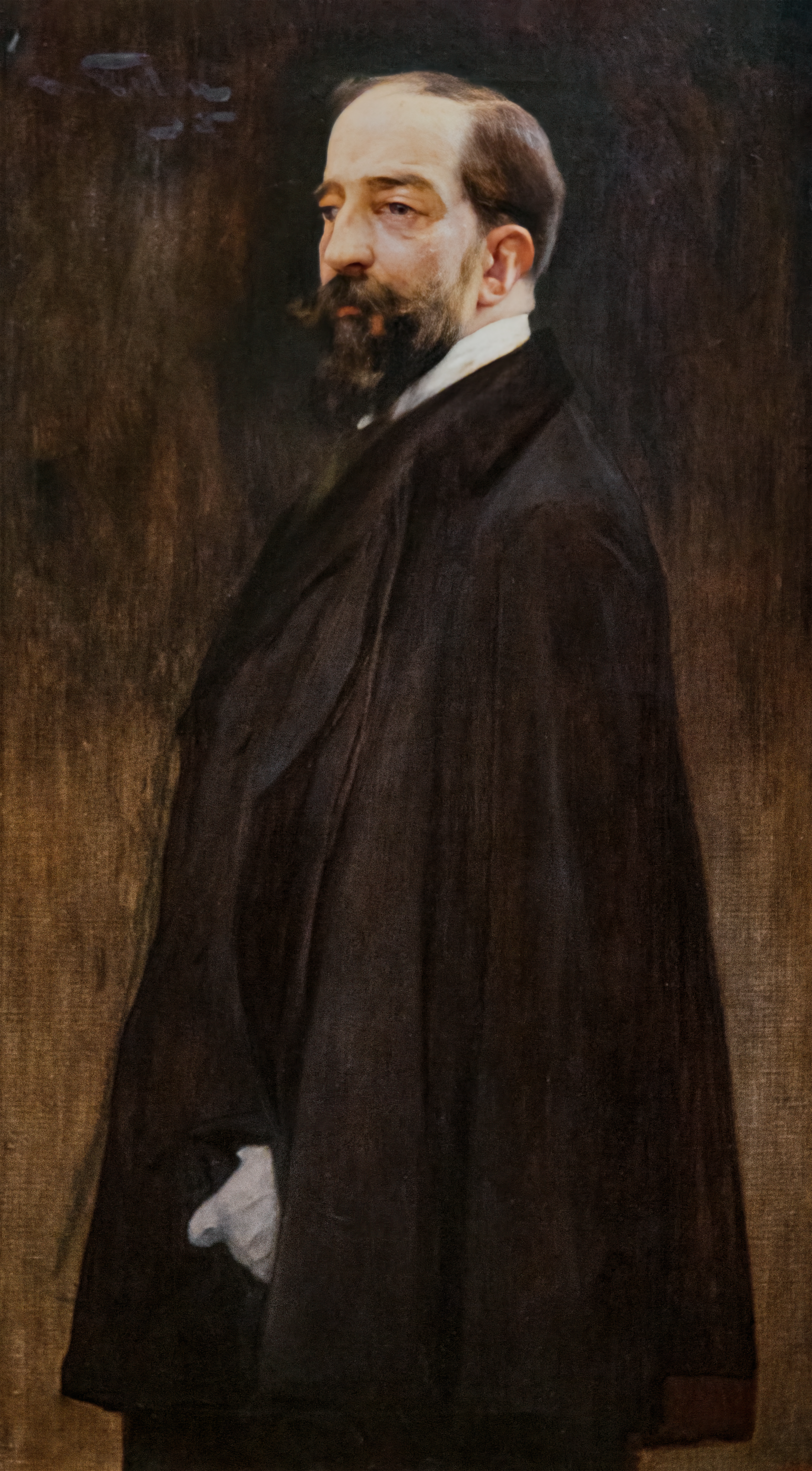
Portrait de Joan Baptista Parés - MNAC
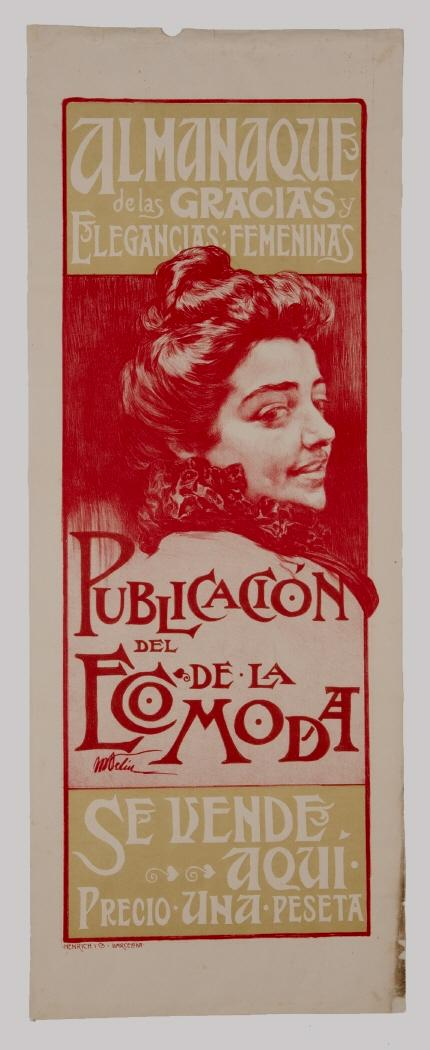
Eco de la moda (1900), affiche lithographiée.